# Посольство Словенії в Словаччині
Посольство Республіки Словенія в Словацькій Республіці (словац. Veľvyslanectvo Slovinskej republiky v Bratislave, словен. Veleposlaništvo Republike Slovenije v Bratislavi, англ. Embassy of the Republic of Slovenia in Bratislava) — офіційне дипломатичне представництво Республіки Словенія в Словацькій Республіці, відповідає за підтримку та розвиток відносин між Словенією та Словаччиною.
Надзвичайним та Повноважним послом Словенії в Словаччині є Бернарда Градішнік (з 2013 року).

## Посли
- Gregor Kozovinc (2017–нині)
- Bernarda Gradišnik (2013-2017)
- Stanislav Vidovič (2009-2013)
- Maja Marija Lovrenčič Svetek (2004-2008)
- Ada Filip-Slivnik (2000-2004)

## Адреса

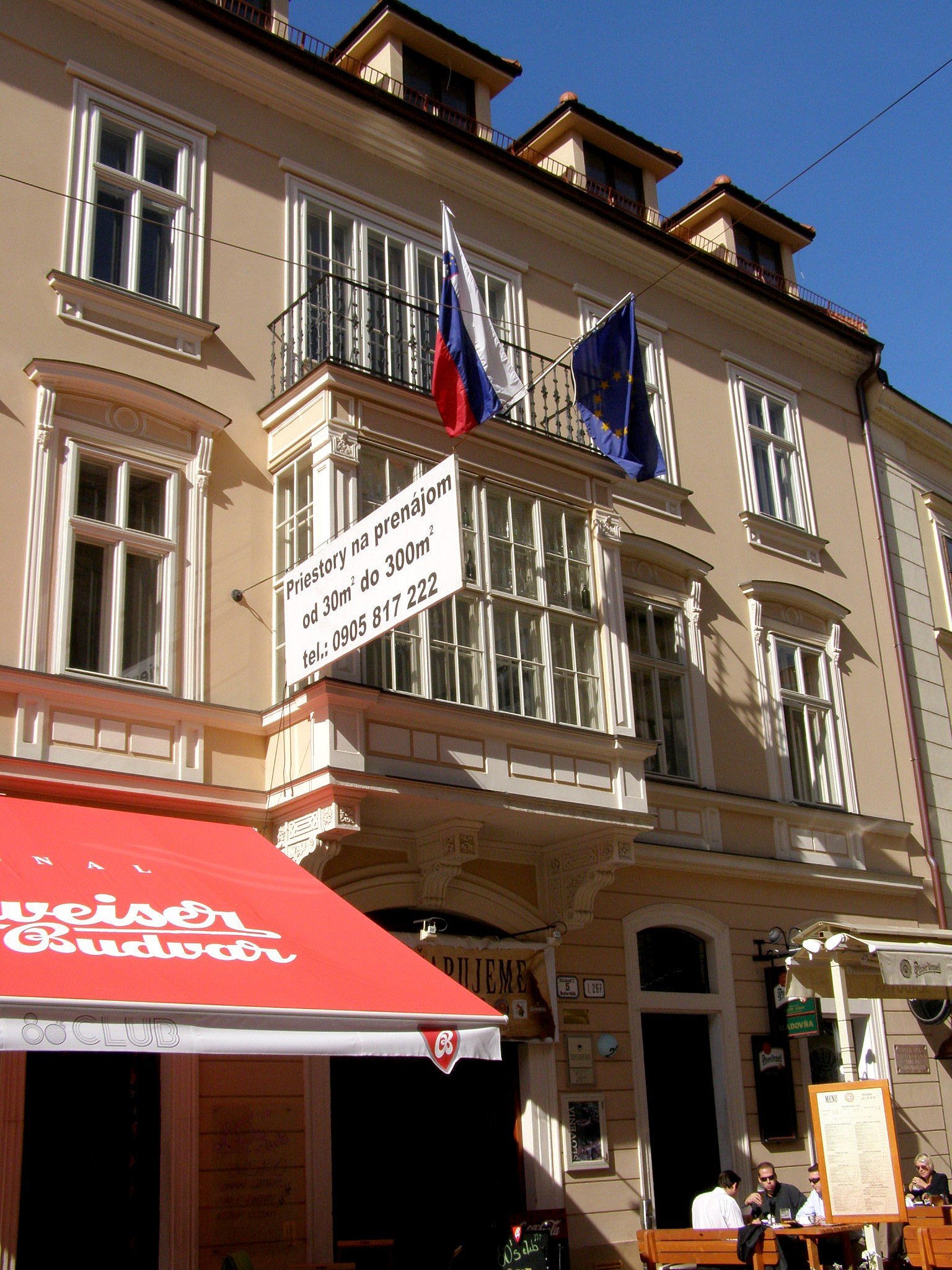
Будівля посольства, Ventúrska 5

Ventúrska 5

813 15 Bratislava 

Slovenská republika